# Giovanni Girolamo Saccheri
Giovanni Girolamo Saccheri (Sanremo, 1667. szeptember 5. – Milánó, 1733. október 25.) olasz jezsuita pap, skolasztikus  filozófus és matematikus, a nemeuklideszi geometria egyik előfutára.

## Életrajza
Saccheri egy ügyvéd fiaként született 1667-ben Sanremóban. Fiatalkorától kezdve rendkívüli koraérettségről és érdeklődő szellemről tett tanúbizonyságot.1685-ben lépett be a jezsuita noviciátusba. Filozófiát és teológiát tanult a milánói Brerai jezsuita főiskolán. Itt Tommaso Ceva volt a matematikatanára, testvérének, Giovanninak. Ceva meggyőzte Saccherit, hogy szentelje magát a matematikai kutatásoknak, és a fiatalember mentora lett. Saccheri szoros tudományos kaocsolatban volt mindkét testvérrel. Ceva zseniális módszereit alkalmazta első publikált munkájában, 1693-ban, a Ruggero Ventimiglia (1670–1698) szicíliai matematikus által javasolt hat geometriai probléma megoldásában.
Saccherit 1694 márciusában szentelték pappá. 1694-től 1697-ig filozófiát, teológiát és matematikát tanított a Torinói Egyetemen, 1697-től pedig haláláig filozófiát, teológiát és matematikát a Paviai Egyetemen. Számos művet publikált Saccheri 1733. október 25-én halt meg Milánóban.
Az 1701-ben Torinóban és 1735-ben Kölnben újra kiadott Logica demonstrativa előkelő helyet biztosít Saccherinek a modern logika történetében.

## Geometriai munkássága
Saccherit ma elsősorban utolsó publikációjáról ismerjük, amely 1733-ban jelent meg röviddel halála előtt. Az Euclides ab omni naevo vindicatus (Euklidész minden hibától megszabadulva) a nemeuklideszi geometria korai vizsgálata, amelyet később Eugenio Beltrami folytatott. 
Saccheri szándéka látszólag Euklidész igazának megállapítása volt, a párhuzamossági posztulátum bármely alternatívájának reductio ad absurdum bizonyításával való érvénytelensége. Ehhez azt feltételezte, hogy a párhuzamos posztulátum hamis, és megpróbált ellentmondást levezetni. 
Mivel Euklidész posztulátuma ekvivalens azzal az állítással, hogy a háromszög belső szögeinek összege 180°, mindkét esetet  figyelembe vette, hogy a szögek összege több vagy kevesebb mint 180°.
Az első esetben arra a következtetésre jutott, hogy az egyenesek végesek, ami ellentmond Euklidész második posztulátumának. Tehát Saccheri ezt helyesen utasította el. Azonban ezt ma már elfogadják az elliptikus geometria alapjaként, hogy a második és az ötödik posztulátumot is elutasítják.
A második lehetőséget nehezebb cáfolni. Valójában képtelen volt levezetni egy logikai ellentmondást, és ehelyett számos nem intuitív eredményt dolgozott ki. Például, hogy a háromszögek területe véges, és van egy abszolút egységnyi hosszúság. Végül arra a következtetésre jutott, hogy: „a hegyesszög hipotézise teljesen hamis, mert ellentmond az egyenesek természetének”. Ezen eredményei ma a hiperbolikus geometria tételei.
Van néhány kisebb vita arról, hogy amikor Saccheri élete utolsó évében publikálta munkáját, akkor rendkívül közel került-e a nemeuklideszi geometria felfedezéséhez, és logikával foglalkozó matematikus volt-e. Egyesek úgy vélik, hogy Saccheri csak azért tette, amit tett, hogy elkerülje a kritikát, amely a hiperbolikus geometria látszólag logikátlan aspektusaiból fakadhat.
Saccheri munkája során használta a jelenleg Saccheri-négyszögnek nevezett fogalmat, amelyet már a 11. századi perzsa polihisztor Omar Hajjám is leírt. Hajjámmal ellentétben azonban, aki nem használta jelentős mértékben ennek a négyszögnek a tulajdonságait, Saccheri alaposan megvizsgálta azokat.

## Művei
- Quaesita geometrica Milano: Marc'Antonio Pandolfo Malatesta. 1693.
- Logica demonstrativa. Pavia: eredi Carlo Francesco Magri. 1701.
- Neostatica. Milano: Giuseppe Pandolfo Malatesta. 1708.
- Euclides ab omni naevo vindicatus. Milano: Paolo Antonio Montani. 1733.
- Euclide liberato da ogni macchia. szerk. Pierangelo Frigerio, bevezető: Imre Tóth ed. Elisabetta Cattanei, Milano, Bompiani, 2001.
- Logica dimostrativa. szerk. Paolo Pagli, Corrado Mangione, Milano, Bompiani, 2011.

## Fordítás
Ez a szócikk részben vagy egészben  a   Franz Taurinus című angol Wikipédia-szócikk fordításán alapul.  Az eredeti cikk szerkesztőit annak laptörténete sorolja fel. Ez a jelzés csupán a megfogalmazás eredetét és a szerzői jogokat jelzi, nem szolgál a cikkben szereplő információk forrásmegjelöléseként.